# Onitis tortuosus
Onitis tortuosus är en skalbaggsart som beskrevs av Houston 1983. Onitis tortuosus ingår i släktet Onitis och familjen bladhorningar. Inga underarter finns listade i Catalogue of Life.